# Jaciment arqueològic d'El Pozuelo
El Pozuelo és un jaciment arqueològic situat en sòl rústic al terme municipal de Zalamea la Real (província de Huelva, Espanya), ocupant una àrea de muntanya baixa, l'orografia de la qual és bastant irregular, amb pronunciades vessants, barrancs i nombrosos rierols. Malgrat això, no existeixen elevacions, oscil·lant l'altura de les seves muntanyes entre els 300 i 400 metres d'altura sobre el nivell del mar, sent escassos els que sobrepassen aquesta altura.
Aquest jaciment, descobert i excavat en la seva major part per Carlos Cerdán, en 1946, és el més clar i millor documentat exponent de les construccions megalítiques de Huelva. Aquests monuments pertanyen al Calcolític o edat del coure, el ritual funerari del qual estava caracteritzat per l'aixecament de dòlmens amb corredor i una o diverses càmeres dobles, triples o quíntuples, amb diferents traçats i grandàries. Aquest fet, juntament amb l'anàlisi dels aixovars i la seva distribució, advoquen per la consideració del Pozuelo com una necròpoli d'enterraments col·lectius dispersa al territori en grups individualitzats. S'ha donat una cronologia general per als onze sepulcres del Pozuelo entre el 3000 i el 2500 aC, definint-los com les primeres arquitectures prehistòriques de la província de Huelva i les més antigues de la façana atlàntica, així com les més originals en la seva concepció en la península Ibèrica.
Les restes arqueològiques pertanyents a aquest conjunt estan formats per cinc unitats (A, B, C, D i I), les quals integren, al seu torn, un o diversos dòlmens.

## Unitat A o dels Llanetes
Està compost pels següents sepulcres:
- Dolmen número 1: sepulcre megalític de Cambra i corredor d'espai no diferenciat. Situat en un petit turó l'entorn del qual està format per una densa zona d'eucaliptus, dedicant-se el terreny a l'explotació forestal. La seva estructura presenta un espai no diferenciat compost de corredor i dues cambres de connexió axial, de 3,7 m de longitud per 1,8 m d'amplària en la Cambra nord i 3,7 m de longitud per 1,8 m d'amplària en la Cambra sud.

L'estructura ortostàtica axial es troba inscrita en un túmul ovalat, de 13,5 m de diàmetre (eix nord/sud, d'ara endavant N/S), que es troba delimitat per un anell perimetral de pedra.
La coberta, desapareguda en l'actualitat, es componia en origen de llindes de pissarra sobre una estructura sustentant i recoberta per l'estrat inferior de la massa tumular.
La superfície que forma el sòl de l'enterrament està composta per terra piconada sobre un jaç de pissarra basal.
- Dolmen número 2: sepulcre megalític de Cambra i corredor, d'espai no diferenciat i compost. Situat en un turó l'entorn del qual està format per una zona d'eucaliptus, dedicant-se el terreny a l'explotació forestal.

La seva estructura presenta un espai no diferenciat, cruciforme, compost de corredor i dues càmeres convergents, de 7,4 m de longitud per 1,7 m d'amplària en la Cambra nord i 6,7 m de longitud per 1,8 m d'amplària en la Cambra sud.
L'estructura ortostàtica convergent es troba inscrita en un túmul oval, de 21 m de diàmetre i delimitat per un mur perimetral de maçoneria en sec, d'1 m d'altura.
La coberta, de la qual només es conserva una llosa in situ, es componia en origen de llindes de pissarra sobre estructures de sosteniment. La superfície que forma el sòl del sepulcre està composta per terra piconada sobre un jaç de pissarra basal.
- Dolmen número 3: Sepulcre megalític de Cambra i corredor, d'espai no diferenciat, compost i convergent. Situat en un petit turó l'entorn del qual està format per una zona d'eucaliptus, dedicant-se el terreny a l'explotació forestal.

La seva estructura presenta un espai no diferenciat, compost de corredor i dues càmeres de concepció convergent, amb coberta de llinda de pissarra sobre ortostats (conserva tres lloses de coberta, encara que desplaçades), inscrita en un túmul oval delimitat per un anell peristalístic. Les seves mesures són, aproximadament 9 m de longitud i 3,5 m d'amplària màxima, estant separats els àmbits mortuoris 1 m orientat a l'ES, el seu corredor mesura 3 m de longitud i 0,5 m d'amplària. La Cambra nord té 5,5 m de longitud per 2,5 m d'amplària; la contigua té 5, 5 m de longitud per 1,9 m d'amplària. En ambdues, l'altura dels ortostatos és, aproximadament, d'1,45 m. La superfície que forma el sòl del sepulcre és de terra piconada, sobre un jaç de pissarra basal.
- Dolmen número 4: sepulcre megalític de Cambra i corredor situat en el mateix turó que el sepulcre anterior i amb idèntic entorn.

La seva estructura presenta un espai no diferenciat allargat, format per corredor, avantcambra i cambra. El corredor, de parets convergents cap a l'entrada i d'1,8 m de longitud per 0,5 m d'amplària, es diferencia de la cambra, de 6,2 m de longitud per 2,9 m d'amplària, per un progressiu estrenyiment cap a la sortida i per una altura menor en els seus ortostats. A més, consta d'una cambra, d'1,7 m de longitud per 1,6 m d'amplària, limitada per dues lloses paral·leles i perpendiculars a les parets laterals.
L'estructura ortostàtica allargada es troba inscrita en un túmul oval, delimitat per un anell perimetral de pedra.
La coberta desapareguda en l'actualitat, es componia en origen de llindes de pissarres sobre estructures sustentantes i recobertes per una superestructura tumular. A causa de la major amplària de la cambra, les lloses de cobertura van haver de ser recolzades en més de dos punts, presentant un eix longitudinal, format per 5 pilars o sustentacions centrals.
La superfície que forma el sòl de l'enterrament està composta per terra piconada sobre un jaç de pissarra basal.

## Unitat B o de la Veguilla
Està composta pels següents sepulcres:
- Dolmen número 5: sepulcre megalític de cambra i corredor compost i convergent. Situat en un petit turó l'entorn del qual està format per una zona d'eucaliptus, dedicant-se el terreny a l'explotació forestal.

La seva estructura presenta un espai no diferenciat, que inclou corredor i quatre cambres de concepció convergent. Cambra 1, de 6 m de longitud per 2,3 m d'amplària màxima, s'estreny cap a l'entrada girant cap al corredor. Cambra II, o central, de 3 m de longitud per 1,4 m d'amplària, és de planta rectangular i la seva entrada es troba gairebé tancada per una llosa perpendicular a la paret esquerra. Cambra III, d'1,5 m de longitud per 2 m d'amplària, és de planta semicircular i és la més petita de les quatre. Cambra IV, de 3,5 m de longitud per 1,7 m d'amplària, és de planta poligonal. Entre les cambres II i III existeix una avantcambra comuna de planta trapezoïdal, de 2 m de longitud per 1 m d'amplària mitjana, en l'entrada de la qual es troben dues columnes de secció gairebé circular a manera de llindes. El corredor, amb els seus ortostats més baixos que els de les cambres, presenta unes dimensions de 2,5 m de longitud per 0,4 m d'amplària.
L'estructura ortostàtica composta es troba inscrita en un túmulo oval, delimitat per un anell peristalític. La coberta, de la qual només es conserven quatre blocs, alguns ja desplomats, es componien originàriament de llindes de pedra recolzats sobre una estructura ortostàtica i recoberts per la massa tumular.
La superfície que forma el sòl del sepulcre està composta per terra piconada sobre un jaç de pissarra basal.
- Dolmen número 6: sepulcre megalític de cambra i corredor d'espai no diferenciat, compost i convergent. Situat sobre una petita elevació, al costat de la Ribera dels Pins, l'entorn dels quals està format per alzina i matoll (estepa).

La seva estructura presenta un espai no diferenciat, convergent, compost de corredor i quatre cambres. Cambra I, de 2,3 m de longitud per 1,5 m d'amplada, és de planta rectangular i la seva capçalera està formada per un sol Ortostat. Cambra II, de 1,7 m de longitud per 1,8 m d'amplada, és semblant a l'anterior i simètrica transversalment a ella, desembocant de la mateixa manera al corredor. Cambra III, de 4,5 m de longitud per 1,8 m d'amplada, és la més gran de totes i es troba dividida per una llosa perpendicular a la seva paret esquerra. Cambra IV, de 2,6 m de longitud per 1,2 m d'amplada. Les Cambres III i IV s'uneixen per un corredor secundari que desemboca lateralment al corredor principal, que té una longitud de 5,5 mi una amplada mitjana de 0,6 m
L'estructura ortostàtica convergent presenta un sistema d'apuntalament proveït, en el revers dels ortostats, de monòlits col·locats obliquament a manera de puntals, apareixent el buit creat entre els ortostats i els blocs reblits de lloses i còdols fortament travats mitjançant argila decantada. El conjunt està afermat, en la seva part interna, mitjançant la inclusió de falques o sabates en forma de còdols de quars de mida mitjana. Aquesta estructura es troba inscrita en un túmul oval, de 14 m de diàmetre en el seu eix N / S i 16,5 m de diàmetre en el seu eix I / O, erigit a partir de la superposició de successives capes de lloses de pissarra, travades entre si per un morter d'argila decantada de color groguenc, a manera de monticle de pedres, i que es troba delimitat per un anell peristalític de contenció, constituït per blocs de pissarra disposats longitudinalment.
La coberta, de la qual només es conserven quatre lloses, dues d'elles desplomades, i alguna més sobre el túmul, es componia originalment de llindes de pedra sobre una estructura sustentant recoberta per una massa tumular.
La superfície que forma el sòl del sepulcre està composta per terra piconada, sobre un llit de pissarra basal.
- Dolmen número 8: sepulcre megalític de cambra i corredor d'espai no diferenciat. Situat al costat de la Ribera dels Pins, en una zona l'entorn de la qual està format principalment per matolls.

La seva estructura presenta un espai no compartimentat, de planta trapezoïdal, compost per cambra i corredor amb una amplària d'1,1 m a la seva base major i 0,5 m en la menor, i 4 m de longitud en el corredor. Sembla tractar-se d'un sepulcre de corredor en "V" d'almenys 4,6 m de longitud, inscrit en un túmul oval molt erosionat i cobert de vegetació.
La coberta, desapareguda, era originàriament ortostàtica.
La superfície que forma el sòl de l'enterrament està composta per un paviment d'argila piconada sobre un jaç de pissarra basal.

## Unitat C o del Riscal
Està composta pels següents enterraments:
- Dolmen número 7: sepulcre megalític de cambra i corredor d'espai no diferenciat, compost. Situat en la part superior d'un turó, proper al camí públic de El Pozuelo a la Ribera dels Pins, l'entorn dels quals està format per alzines i jaras.

La seva estructura presenta un espai indiferenciat, de planta cruciforme, compost de corredor i tres cambres, dos laterals poligonals i una central rectangular. La cambra I o cambra nord de 3,3 m de longitud per 1,7 m d'amplària, és de planta poligonal allargada. La cambra II o cambra central, de 2,3 m de longitud per 1,5 m d'amplària, és de planta rectangular i està orientada cap al corredor. La cambra III o cambra sud, de 3 m de longitud per 2,1 m d'amplària, és de planta poligonal, allargada i és la major de les tres, trobant-se enfrontada a la cambra I. Entre les tres cambres queda un espai que pot considerar-se com una avantcambra comuna. El corredor, de 6 m d'amplària al seu centre i parets convergents, presenta una progressiva disminució en l'altura dels seus  ortostats conformi s'avança cap a la sortida, sent més baixos que els de les cambres.
L'estructura ortostàtica cruciforme presenta un sistema de entibació idèntic al del dolmen número 6, amb un apuntalament dels monòlits basat en la col·locació de peces menors disposades en angle. Inscrit en un túmul oval, de 16 m de diàmetre en el seu eix I/O i 20,5 m de diàmetre en el seu eix N/S, erigit de la mateixa manera que el dolmen número 6, apilant successives capes de lloses de pissarra amb un capbussament decreixent des del centre de l'elevació, ocupat per la tomba, cap a la perifèria. Delimitat per un anell perimetral de pedra, constituït igual que el dolmen número 6.
La coberta, de la qual es conserven dues lloses in situ, en origen es componia de llindes de pissarres sobre una estructura sustentante recoberta per la massa tumular. En la cambra III o cambra sud, i a causa de la seva major amplitud, existeix un pilar central, que es conserva, per sostenir la coberta. La superfície que forma el sòl del sepulcre està composta per terra piconada sobre un jaç de pissarra basal.
- Dolmen número 9: sepulcre megalític de cambra i corredor. Se situa al costat del camí públic de El Pozuelo, en una zona l'entorn de la qual està format per alzines i matolls.

La seva estructura presenta un espai no compartimentado, trapezoïdal, compost per cambra i corredor de 7,4 m de longitud, 1,2 m d'amplària i 0,7 m d'altura mitjana dels seus ortostats. Inscrit en un túmulo oval, de 16 m per 14 m de diàmetre (segons els seus eixos), del que es conserva el seu sector septentrional en estar seccionat pel camí. El túmul es troba delimitat per un anell peristalític de blocs clavats.
La coberta, desapareguda, era originàriament amb llinda.
La superfície que forma el sòl del sepulcre està composta per un paviment de terra piconada sobre un jaç de pissarra basal.

## Unitat D o de los Uubios
Està composta per les següents estructures funeràries:
- Dolmen número 10: es tracta d'un sepulcre megalític de càmera i corredor, trapezoïdal. Situat sobre una petita elevació en l'ombria del Chinflón, l'entorn del qual està format per alzines, matoll i pasturatges, dedicant-se el terreny al pasturatge.

La seva estructura presenta una planta trapezoïdal, composta de cambra i corredor. Segons la descripció realitzada per G i V. Leisner, es tracta d'un "dolmen de galeria i cambra única", de tipus allargat i baix.
L'estructura ortostàtica trapezoïdal es troba inscrita en un túmul de forma oval, delimitat per un possible anell peristalític.
La coberta, desapareguda, era d'origen amb llinda.

## Unitat I o de Martín Gil
Comprèn el següent sepulcre:
- Dolmen número 11: es tracta d'un sepulcre megalític de cambra i corredor d'espai no diferenciat, cruciforme. Situat sobre un turó en la finca El Garriga, el seu entorn està format per alzines, matoll i pasturatges, dedicant-se el terreny al pasturatge.

La seva estructura presenta un espai no diferenciat, de planta cruciforme, compost de corredor, avantcambra i cinc cambres. La cambra I, de 3 m de longitud per 1,9 m d'amplada i 1,56 m d'alçada mitjana en els seus ortostats, és de planta irregular tendint a rectangular i s'inicia en finalitzar el corredor. La cambra II, de 2,50 m de longitud per 1,4 m d'amplada, és de planta ovalada i la seva entrada està orientada cap al sud. La cambra III, de 3,4 m de longitud per 2,3 m d'amplada i 1,51 m d'alçada mitjana en els seus ortostats, és de planta circular i la seva entrada està orientada al nord. La cambra IV, de 3,6 m de longitud per 1,8 m d'amplada i 1,4 m d'alçada mitjana en els seus ortostatos, és de planta ovalada amb un angle obtús en la seva paret Est i la seva entrada està orientada al nord. La cambra V, de 3,5 m de longitud per 1,4 m d'amplada i 1,56 m d'alçada mitjana en els seus ortostats, és de planta rectangular i la seva entrada està orientada a l'est. Les cinc cambres conflueixen en una avantcambra, de 3,7 m de longitud per 1,2 m d'amplada mitjana, situada entre la cambra V i el final del corredor i l'altura supera la del corredor, que té una longitud de 3,6 m, una amplada d'1 m i una alçada mitjana en els seus ortostats d'1,2 m, sent la seva orientació E/O.
L'estructura ortostàtica cruciforme va estar configurada per més de 60 ortostatos, dels quals es conserven aproximadament 21, trobant-se inscrita en un túmul oval delimitat per un anell peristàlic, tots dos desapareguts. La coberta, igualment desapareguda, era d'origen amb llinda. La superfície que forma el sòl del sepulcre està composta per un paviment d'argila piconada, sobre un llit de pissarra basal.